# مایکل مارش (دونده)
مایکل مارش (انگلیسی: Michael Marsh؛ زادهٔ ۴ اوت ۱۹۶۷) دونده دو سرعت اهل ایالات متحده آمریکا است.
وی در مسابقات کشوری و بین‌المللی در مجموع برندهٔ ۳ مدال طلا، ۱ مدال نقره شده‌است.